# Josef Jungmann
Pour les articles homonymes, voir Jungmann.
Josef Jakub Jungmann (16 juillet 1773 – 14 novembre 1847) est un philologue, lexicographe, écrivain et traducteur tchèque, personnalité emblématique de la Renaissance nationale tchèque. Il a consacré sa vie au renouveau du tchèque, en débarrassant la langue des germanismes qui l'encombraient après plusieurs siècles de domination allemande, cherchant dans les documents historiques les équivalents éteints, faisant appel aux néologismes là où cela s'avérait nécessaire, empruntant aux langues slaves voisines des équivalents manquants.

## Biographie
Jusqu'en 1788, il fréquente l'école de Beroun, et de cette année à 1792, il étudie à Prague chez les piaristes. Après cela, il entre à la faculté de philosophie de l'université Charles de Prague où il étudie de 1792 à 1795. Il se met ensuite au droit, jusqu'en 1799, mais ne finit pas ces études.
À partir de 1799, il enseigne au lycée de Litoměřice, où il rencontre et épouse, en 1800, Johanna Světecká de Černčice, une noble tchèque. Il enseigne gratuitement le tchèque dans ce lycée et devient ainsi le premier enseignant de la langue depuis la Contre-Réforme, sur le territoire de Bohême et de Moravie.
En 1815, il part pour Prague où il devient directeur du lycée « vieux tchèque » (Staročeské gymnázium). Il finit sa carrière en devenant le recteur de l'Université Charles de Prague.
Il est enterré au cimetière d'Olšanska.

## Œuvre
Il publie en 1814 Antibohemia.

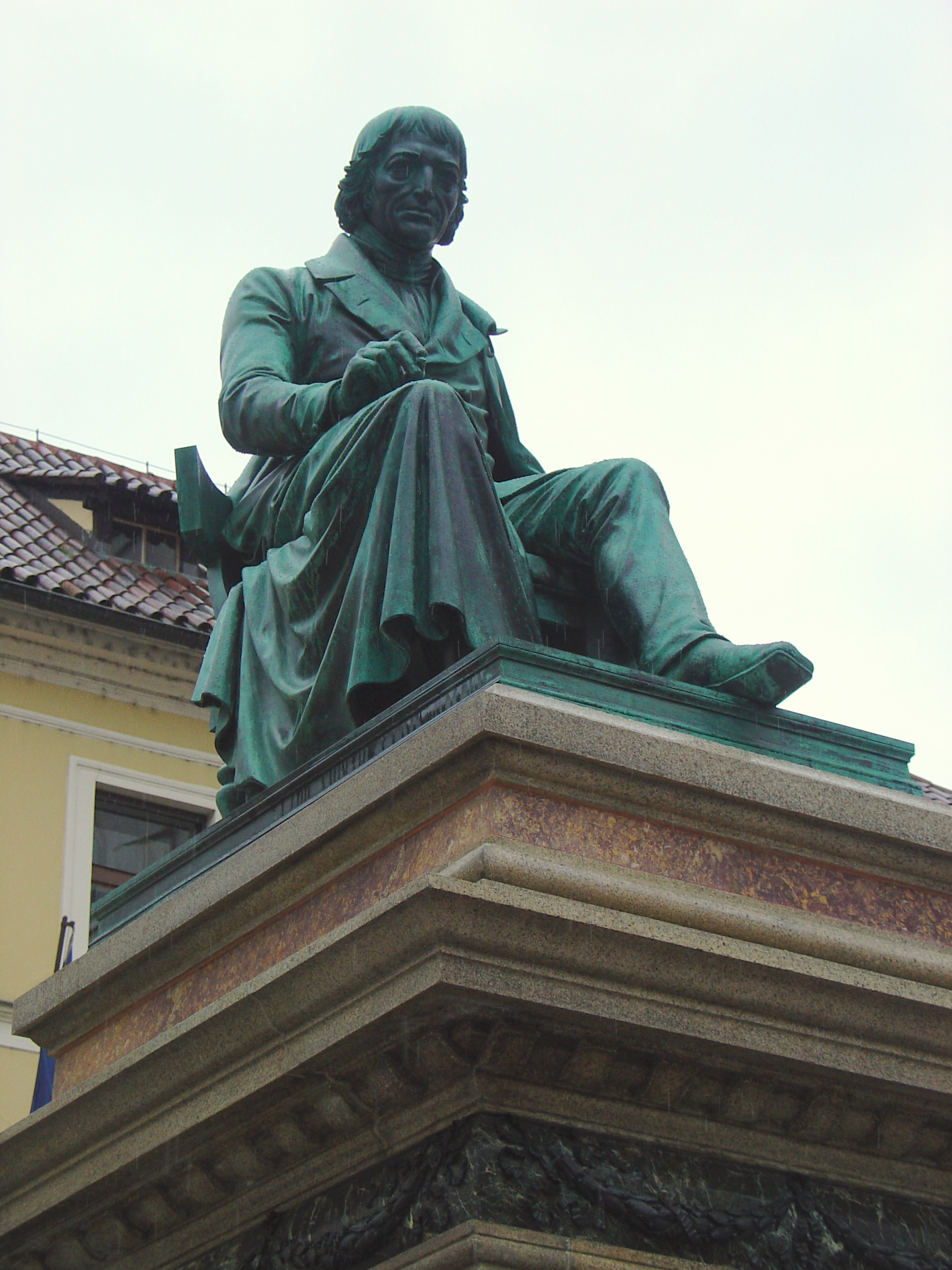
Statue de Joseph Jungmann dans le quartier de Můstek à Prague.

Il est membre fondateur de la première publication scientifique tchèque, Zasloužil se o založení prvního českého vědeckého časopisu Krok, du nom d'un personnage légendaire de l'histoire du pays mais aussi mot qui signifie « pas, mouvement avant » en tchèque. Le groupe des personnalités qui se réunissent alors autour de lui s'appelle aujourd'hui « école scientifique et poétique de Jungmann » et réunit l'élite de l'époque comme František Palacký, Jan Evangelista Purkinje, František Ladislav Čelakovský, etc. Avec l'aide de ses amis, il publie son œuvre magistrale, le Dictionnaire tchéco-allemand en cinq volumes et 120 000 entrées qui paraît entre 1834 et 1839.
Ce dictionnaire fait suite à la Grammaire approfondie de la langue tchèque de Josef Dobrovský, le fondateur du renouveau national tchèque.
Durant la polémique sur les manuscrits de Dvůr Kralové et Zelená Hora, qui agite le milieu intellectuel, le grand spécialiste de la langue tchèque prend le parti de l'authenticité des manuscrits médiévaux nouvellement découverts. L'histoire prouvera que ce sont des faux.
Dans ses Entretiens sur la langue tchèque (Rozmlouvání o jazyce českém), il établit le programme culturel de sa génération, il y fait l'éloge du tchèque de la haute époque et critique le statut abâtardi de la langue de son temps quand les Tchèques parlent mal, font des erreurs grammaticales et utilisent en partie la grammaire et le lexique allemands. Il expose dans cet entretien entre un défenseur et un opposant à la pureté de la langue l'idée que la définition du Tchèque n'est pas celui qui est de sang tchèque mais celui qui parle la langue.

### Traductions
Il a énormément traduit depuis l'allemand, le français et l'anglais. On lui doit, entre autres, la traduction en tchèque du Paradis perdu de John Milton, Atala de François-René de Chateaubriand, et les œuvres de Friedrich Schiller et Johann Wolfgang von Goethe.

## Honneur
L'astéroïde (40441) Jungmann porte son nom.